# Годкевич, Михаил Абрамович
Михаил Абрамович Годкевич (12 июля 1896, Киев, Киевская губерния, Российская империя — сентябрь 1941, Смоленская область, РСФСР, СССР) — украинский советский библиограф, книговед, а также специалист по административному и гражданскому праву.

## Биография
Михаил Годкевич родился 28 июня (10 июля) 1896 года в Киеве. С 1918 года работал в издательстве «Всеукрвидав» и в Наркомате прессы и пропаганды в Киеве. С 1920 года работал в Харькове. В 1923 году окончил правовое отделение Харьковского института народного хозяйства.
Под его руководством в 1920 году был создан Центральный библиографический отдел Всеиздата, реорганизованный в 1922 году в Украинскую книжную палату. С 1922 по 1933 год Годкевич занимал должность директора книжной палаты. В 1924 году внедрил систему местного обязательного экземпляра. С 1934 года работал в Центральной книжной палате РСФСР, с 1936 — во Всесоюзной книжной палате. Занимал должности заведующего Отделом обязательного экземпляра, начальника руководства сектора непериодических изданий, заместителя заведующего Издательством, заместителя директора по научно-исследовательской работе.
Годкевич внёс существенный вклад в развитие украинской и советской библиографии. Он занимался разработкой структуры Книжной летописи, формированием системы обязательного экземпляра, составлением правил библиографического описания, каталогизацией и классификацией документов. Автор исследований по библиотековедению, библиографии, книговедению.
После начала Великой Отечественной войны ушёл добровольцем на фронт. Погиб в ноябре 1941 года в боях под Смоленском.

## Сочинения
- Українська книжкова палата // Книга. 1923. № 4;
- Обязательный экземпляр // Красный библиотекарь. 1924. № 4/5;
- Статистика видань // Нова книга. 1925. № 2;
- Книжкова палата і наукові бібліотеки // Бібліотеч. зб. Ч. 1. К., 1926;
- Українське красне письменство останнього десятиріччя в цифрах // Плужанин. 1927. № 11/12;
- До майбутньої каталографічної інструкції: Методол. зб. К., 1928. Вип. 1;
- Бібліографія: Бібліотекар та книгар. Х., 1929;
- Советское законодательство об обязательном экземпляре // Сов. библиография. 1940. № 1.